# Uromonia stagei
Uromonia stagei är en biart som beskrevs av Michener 1981. Uromonia stagei ingår i släktet Uromonia och familjen sommarbin. Inga underarter finns listade i Catalogue of Life.